# NGC 4292
NGC 4292 is een balkspiraalstelsel in het sterrenbeeld Maagd. Het hemelobject werd op 7 april 1828 ontdekt door de Britse astronoom John Herschel.

## Synoniemen
- UGC 7404
- MCG 1-32-16
- ZWG 42.40
- VCC 462
- NPM1G +04.0344
- PGC 39922